# Atlantisch orkaanseizoen 1899
Het Atlantisch orkaanseizoen 1899 duurde van 1 juni 1899 tot 30 november 1899. Het seizoen 1899 was een gemiddeld seizoen met 9 tropische stormen, waarvan er vijf promoveerden tot orkanen. Twee orkanen werden majeure orkanen; een van de derde categorie en een van de vierde categorie. Deze laatste staat bekend onder de naam Sint-Cyriacusorkaan en had een zeer lange levensduur en de hoogste ACE-waarde, die ooit bij een tropische cycloon is waargenomen.
Opgemerkt moet worden dat men destijds nog geen beschikking had over satellieten, die niet alleen continu observaties mogelijk maken, maar ook stormen in één oogopslag in hun gehele omvang tonen. Destijds was men afhankelijk van waarnemingen van weerstations en de scheepvaart. Sommige systemen zijn moeilijk te classificeren, omdat er te weinig waarnemingen zijn. Daarom kan het zijn dat er tropische cyclonen zijn 'gemist', omdat zij een te korte levensduur hadden, of hun koers ver van de kust en de gebruikelijke scheepvaartroutes lagen.

## Cyclonen
Anders dan tegenwoordig kregen tropische cyclonen geen namen. De cyclonen zijn gemakshalve genummerd op chronologische volgorde, waarin zij voor het eerst verschenen.

### Tropische storm 1
Tropische storm 1 werd het eerst waargenomen op 26 juni boven het noordwesten van de Golf van Mexico. Tropische storm 1 trok naar het noordwesten en landde op 27 juni op de Texaanse kust met windsnelheden van 75 km/uur. Daarna degradeerde tropische storm 1 tot tropische depressie en loste dezelfde dag op boven Texas.

### Orkaan 2
Orkaan 2 werd voor het eerst waargenomen op 28 juli boven het noorden van de Caraïbische Zee ten zuiden van Hispaniola. De orkaan trok naar het noorden over Hispaniola en degradeerde op 29 juli tot tropische storm 2, die naar het noordwesten trok tussen Cuba en de Bahama's, door de Straat Florida. Tropische storm trok over de Florida Keys en het uiterste zuiden van Florida de Golf van Mexico binnen. Daar promoveerde de storm opnieuw tot orkaan op 31 juli. De orkaan bereikte op 1 augustus de tweede categorie en landde die dag met windsnelheden van 157 km/uur (tweede categorie) en een druk van 979 mbar in het noordwesten van Florida. Orkaan 2 degradeerde tot tropische storm op 2 augustus, die dezelfde dag als tropische depressie boven Alabama oploste.

### De Sint-Cyriacusorkaan

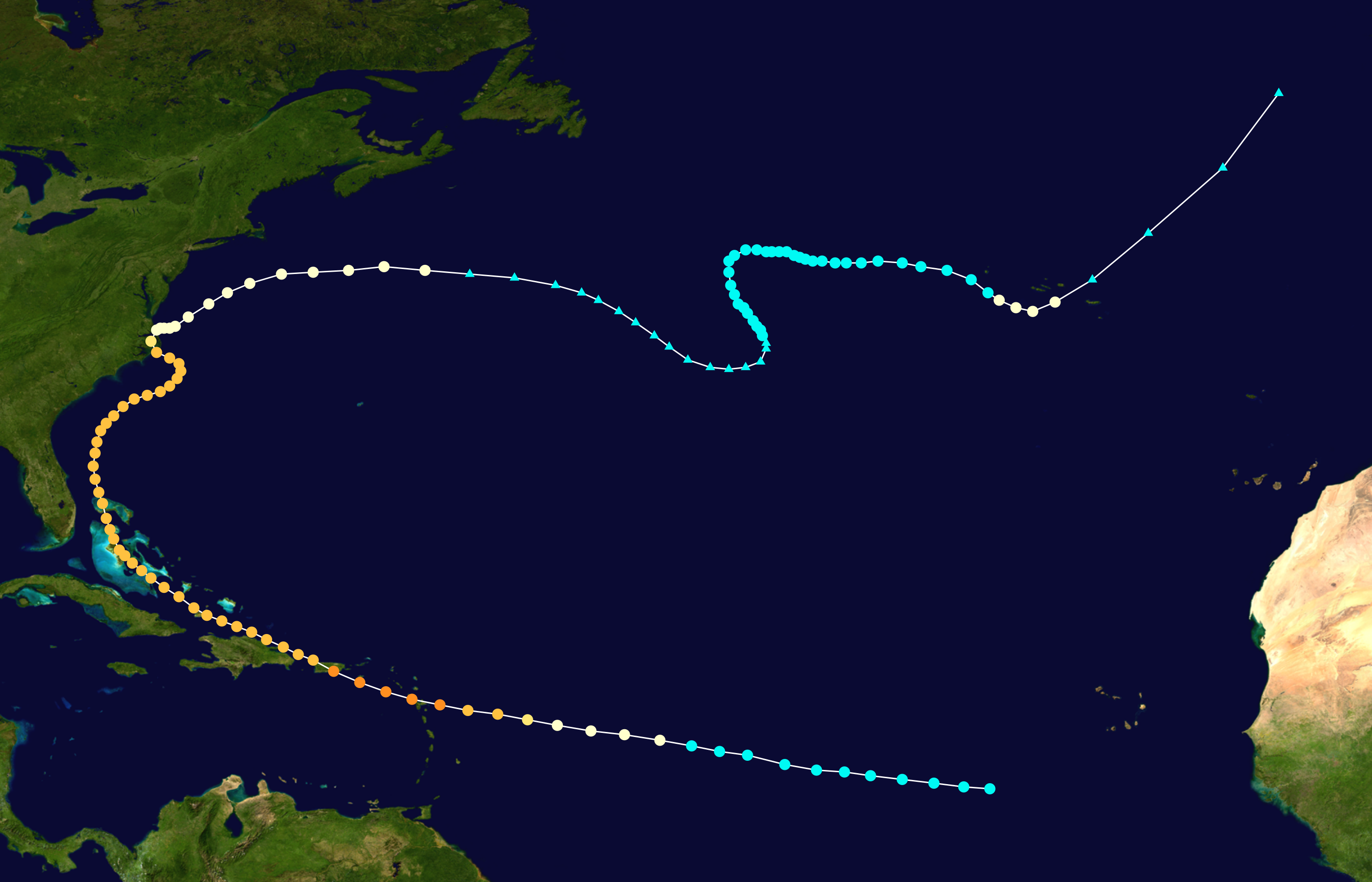
De weg, die de Sint-Cyriacusorkaan aflegde. Groen: tropische storm, wit: orkaan, eerste categorie, lichtgeel: tweede categorie, donkergeel: derde categorie, oranje: vierde categorie, grijs: extratropische storm

Tropische storm 3 werd voor het eerst op 3 augustus waargenomen ten zuidwesten van de archipel Kaapverdië. Aangenomen dat zij ontstaan is uit tropische onweersstoring, die van de Afrikaanse kust westwaarts trok, is de orkaan te beschouwen als een orkaan van het Kaapverdische type. Tropische storm 3 trok westwaarts en werd op 5 augustus een orkaan. Op de naamdag van de noodhelper Sint-Cyriacus op 8 augustus landde de inmiddels orkaan van de vierde categorie op Puerto Rico met windsnelheden van 240 km/uur en een druk van 930 mbar. De orkaan trok door de Bahama's en landde op 17 augustus op Outer Banks, North Carolina als orkaan van de derde categorie. De rest van zijn levensduur sleet de orkaan op de Atlantische Oceaan. Van 22 augustus tot 26 augustus was de cycloon een extratropische storm, maar daarna promoveerde de cycloon opnieuw tot tropische storm, die op 3 september weer een orkaan werd. Op 4 september verloor de Sint-Cyriacusorkaan voorgoed zijn tropische kenmerken en loste op boven het noordoosten van de Atlantische Oceaan.

### Orkaan 4
Tropische storm 4 werd het eerst waargenomen op 29 augustus ten oosten van de Bovenwindse Eilanden en trok naar het westen. Op 30 augustus promoveerde de storm tot orkaan, voordat hij over de Bovenwindse Eilanden trok. Ten zuiden van Haïti draaide orkaan 4 naar het noordoosten en landde in Haïti op 1 september met windsnelheden tot 140 km/uur. Ten noordoosten van de Bahama's bereikte orkaan 4 zijn hoogtepunt op 3 september met windsnelheden van 165 km/uur. Daarna boette orkaan 4 in kracht in, degradeerde op 5 september tot tropische storm en verdween op 8 september ten oosten van Newfoundland.

### Orkaan 5
Tropische storm 5 werd het eerst waargenomen op 3 september, halverwege de Afrikaanse kust en de Bovenwindse Eilanden. De storm trok naar het westnoordwesten en promoveerde op 5 september tot orkaan. De orkaan schampte de noordelijke Bovenwindse Eilanden en Puerto Rico op 8 en 9 september als de orkaan was uitgegroeid tot de derde categorie met windsnelheden tot 195 km/uur. Daarna daaide de orkaan naar het noordoosten en noorden. Orkaan 5 degradeerde op 15 september tot tropische storm ten oosten van Newfoundland, terwijl hij verder naar het noorden trok. De storm verdween dezelfde dag.

### Tropische storm 6
Tropische storm 6 was een matige tropische storm, die op 2 oktober ontstond boven het westen van de Caraïbische Zee. Tropische storm 6 trok naar het noordwesten, door de Straat Yucatan, de Golf van Mexico binnen. Tropische storm 6 koerste vervolgens oostwaarts, trok over Florida, draaide naar het noordoosten en trok verder langs de Amerikaanse oostkust. Tropische storm 6 trok verder over Nova Scotia en Newfoundland, ten noordoosten daarvan loste tropische storm 6 op 8 oktober op. Op zijn hoogtepunt ging tropische storm 6 gepaard met windsnelheden van 95 km/uur.

### Tropische storm 7
Tropische storm 7 werd op 10 oktober boven de Atlantische Oceaan waargenomen halverwege Afrika en Zuid-Amerika. Tropische storm 7 trok naar het noordwesten, het was een matige tropische storm met windsnelheden van 75 km/uur. Op 14 oktober loste tropische storm 7 op boven de Atlantische Oceaan.

### Orkaan 8
Tropische storm 8 werd op 26 oktober ten zuiden van Jamaica waargenomen en trok noordwaarts. Tropische storm 8 promoveerde op 28 oktober tot orkaan en landde dezelfde dag op de Cubaanse zuidkust met windsnelheden van 130 km/uur, ongeveer nabij het midden van het eiland. De orkaan degradeerde boven land tot tropische storm, maar werd ten noorden van Cuba opnieuw een orkaan. Orkaan 8 trok door de Bahama's bereikte boven de noordelijke Bahama's de tweede categorie en draaide naar het noordnoordwesten. Op 31 augustus landde orkaan 8 met windsnelheden van 176 op de kust van South Carolina als sterke tweede categorie orkaan. Dezelfde dag degradeerde de orkaan tot tropische storm en trok over land naar het noordoosten. Tropische storm 8 kwam ten oosten van Newfoundland weer boven de Atlantische Oceaan en trok verder naar het oosten, toen de storm op 4 november waarschijnlijk zijn tropische kenmerken verloor.

### Tropische storm 9
Tropische storm 9 werd boven het zuiden van de Caribische Zee waargenomen op 7 november en trok naar het noordnoordoosten. De storm trok over Jamaica, het oosten van Cuba en de Bahama's. Op 10 november degradeerde tropische storm 9 net ten noordoosten van de centrale Bahama's tot tropische depressie. Tropische depressie 9 trok naar het noordoosten en loste dezelfde dag op ten zuidwesten van Bermuda.